# Municipio de Colonia Miguelete
El municipio de Colonia Miguelete es uno de los municipios del departamento de Colonia, Uruguay. Su sede es la localidad homónima.

## Ubicación
El municipio se encuentra situado en la zona norte del departamento de Colonia, limitando al noroeste con el municipio de Ombúes de Lavalle, al norte con el departamento de Soriano, al noreste con el municipio de Florencio Sánchez, y al sur con el municipio de Tarariras.

## Características

### Creación
El municipio de Colonia Miguelete fue creado por Decreto departamental N.º 030/2018 del 26 de octubre de 2018, aprobado por la Junta Departamental de Colonia, de acuerdo a lo previsto en el artículo 16 la Ley N.º 19272.

### Territorio
Según el decreto N.º 030/2018 los límites del territorio del municipio se corresponden a los de las circunscripciones electorales NBB y NBC del departamento de Colonia.
Dentro de estos límites quedan comprendidas las siguientes localidades:
- Miguelete (sede)
- Cerro de las Armas

### Autoridades
La autoridad del municipio es el Concejo Municipal, integrada por cinco miembros: un alcalde (que lo preside) y cuatro concejales.
| N° | Alcalde            | Partido             | Inicio del mandato      | Fin del mandato | Observaciones     | Concejales                                                                        |
| -- | ------------------ | ------------------- | ----------------------- | --------------- | ----------------- | --------------------------------------------------------------------------------- |
| 1  | Maria Elena Martin | Partido Nacional PN | 27 de noviembre de 2020 | 2025            | Alcaldesa elegida | Héctor Pérez (PN) Alicia Clavell (PN) Javier Rostagnol (PN) Héctor Rodríguez (PC) |